# Кварцитный (Карелия)
Кварци́тный (вепс. Kvarcitni, карел. Kvartsitni) — посёлок в Прионежском районе Республики Карелия, административный центр Шокшинского вепсского сельского поселения.

## Общие сведения
Посёлок расположен на берегу Шокшинской бухты Онежского озера в 63 км к юго-востоку по автодороге от Петрозаводска.
В карьере на территории посёлка с XVIII века добывают ценный отделочный малиновый камень — шокшинский кварцито-песчаник («шокшинский порфир»). Шокшинский малиновый кварцит использован в отделке саркофага Наполеона Бонапарта, Мавзолея В. И. Ленина, стены с надписью «Павшим за Родину 1941—1945» на Могиле Неизвестного солдата у Кремлёвской стены.
В Кварцитном расположен деревянный православный храм во имяпреподобного Ионы Яшезерского. Храм начал строиться в 2004 году, а в 2010 году храм был освящён архиепископом Петрозаводским и Карельским Мануилом
В Кварцитном имеется детский сад, МОУ Шокшинская СОШ им. Н. Я. Изотова, несколько продуктовых и промтоварных магазинов, отделение почтовой связи, дом культуры и др.
Постановлением от 20 апреля 2017 года № 269-VI ЗС в состав населённого пункта посёлок Кварцитный был включён населённый пункт посёлок Устье.

## Население
| 2002 | 2009 | 2010 | 2013 |
| ---- | ---- | ---- | ---- |
| 925  | ↘911 | ↘806 | ↗808 |